# Estadio Samuel León Brindis
Desde diciembre de 2004 Chiapas cuenta con un importante escenario para la práctica del fútbol americano: el estadio “Dr. Samuel León Brindis”, construido por el Gobierno del Estado.
El estadio fue inaugurado con la final de la categoría Juvenil, protagonizada por Escarabajos y Borregos del ITESM, resultando campeón el equipo Escarabajos.
Desde ese año, el deporte de las tacleadas ha gozado de este inmueble, el cual cuenta con capacidad para 4000 espectadores, moderno pasto sintético, alumbrado, vestidores, sanitarios y estacionamiento. El estadio se ubica en la Calzada Samuel León Brindis esquina con 4.ª Avenida Norte Oriente, en Tuxtla Gutiérrez, Chiapas.